# L'Enrajolada, Casa Museo Santacana. Martorell
L'Enrajolada-Casa Museo Santacana, en Martorell (provincia de Barcelona), es uno de los museos más antiguos de Cataluña, España. Fue fundado en 1876 por Francesc Santacana i Campmany (1810-1896) y continuado por su nieto, Francesc Santacana i Romeu (1883-1936). Tiene su sede en una antigua casa particular con cuatro plantas y jardín que perteneció a la familia Santacana hasta la década de 1960, en que fue adquirida por la Diputación de Barcelona. El edificio fue reformado entre 1965 y 1969 para adaptarlo al nuevo proyecto museográfico e instalar en él parte de la colección de azulejos y otras cerámicas del militar y erudito Lluís Faraudo i de Saint-Germain (1867-1957). L'Enrajolada forma parte de la Red de Museos Locales de la Diputación de Barcelona.

## El fundador
Francesc Santacana i Campmany recopiló en su casa restos de palacios y edificios religiosos antiguos movido por el idealismo romántico del nazarenismo catalán, que revalorizaba el arte medieval y, especialmente, el arte gótico. Reunió asimismo un conjunto de pinturas realizadas por él mismo y por artistas como Pau Rigalt i Fargas, Luis Rigalt i Agustí Rigalt, Mariano Fortuny, Damià Campeny, Claudio Lorenzale o Pelegrín Clavé.

## Fondo[1]
Los fondos del museo son variados y de procedencia diversa: consta de azulejos de los siglos XIV a XX, piezas de cerámica, elementos arquitectónicos y escultóricos de edificios antiguos, pintura del siglo XIX, muebles y elementos decorativos. Contiene también materiales arqueológicos que proceden de las excavaciones realizadas por el propio Francesc Santacana en Martorell y alrededores.

### Elementos arquitectónicos
Los cerca de 120 elementos arquitectónicos del museo proceden de una veintena de edificios, muchos de ellos de Barcelona, entre los que destacan los conventos del Carmen, Nuestra Señora de Jerusalén, San Pedro de las Puellas y Santa Catalina; la iglesia de San Miguel, la catedral de Barcelona, Santa María de Jonqueres o el Palacio Real Menor.

### Cerámica y azulejos
La cerámica, y especialmente los azulejos, constituye el grueso de la exposición permanente. Hay azulejos de distintas épocas, procedencias y tipos, desde azulejos góticos de pavimento catalanes y valencianos hasta composiciones modernas de Josep Guardiola o Josep Aragay. El museo dispone también de un importante conjunto de vasijas cerámicas de época medieval y moderna.